# Merluccius angustimanus
Merluccius angustimanus és una espècie de peix pertanyent a la família dels merlúccids.

## Descripció
- Pot arribar a fer 40 cm de llargària màxima (normalment, en fa 32).
- És de color argentat en general, tot i que més clar al ventre.
- Cap més aviat llarg.
- 1 espina i 45-52 radis tous a l'aleta dorsal.
- Aletes pectorals llargues, els extrems de les quals arriben tot just o més enllà de l'origen de l'aleta anal.
- Branquiespines llargues, primes i punxegudes.[3][4]

## Reproducció
Té lloc entre l'abril i el juny (o una mica més tard). Tots dos sexes assoleixen la maduresa sexual en arribar als 18-19 cm de llargada.

## Hàbitat
És un peix marí, demersal, no migratori i de clima subtropical (28°N-1°N, 113°W-78°W), el qual viu entre 80 i 523 m de fondària a la plataforma continental, la part superior del talús continental i les elevacions submarines.

## Distribució geogràfica
Es troba al Pacífic oriental: des de Califòrnia fins a Colòmbia.

## Observacions
És inofensiu per als humans.